# Литературный музей Петруся Бровки
Литературный музей Петруся Бровки (бел. Літаратурны музей Петруся Броўкі) — музей белорусского советского писателя и поэта Пётра Устиновича Бровки (бел. Пётр Усцінавіч Броўка; литературный псевдоним — Петрусь Бровка, бел. Пятрусь Броўка).
Работают два мемориальных кабинета, экскурсионное обслуживание — по предварительной записи.

## История
Музей открыт «в доме № 30 по улице К.Маркса в г. Минске» согласно Постановлению Совета Министров Республики Беларусь от 10 июля 1980 г. № 256 «Об увековечении памяти народного поэта БССР П. У. Бровки (Петруся Бровки)».
Согласно этому же Постановлению открыта хата-музей Петруся Бровки (деревня Путилковичи Ушачского района Витебской области).
Структура и штат музея были утверждены Министерством культуры БССР по согласованию с Министерством финансов БССР.
29 декабря 1984 года музей принял первых посетителей.
В 2005—2007 годах документальная часть экспозиции была переоборудована, так как физически устарела и не соответствовала основным принципам строения экспозиций. Решение о реэкспозиций приняли по случаю 100-летия со дня рождения поэта в 2005 году.
Экспозиция музея подразделяется на две части: документальную, которая занимает две комнаты бывшей квартиры (где при жизни поэта была спальня Петра Устиновича и его жены Елены Михайловны, комната сына Юрия) и мемориальную (библиотека и рабочий кабинет поэта).
В 2014 году Литературный музей Петруся Бровки стал филиалом Государственного музея истории белорусской литературы.